# Friesland (Paraguay)
Friesland ist eine Mennonitenkolonie im Departamento San Pedro, im Norden Paraguays. Sie liegt an der Ruta PY22 und hat 828 Einwohner (Stand 2010).

## Geographie
Friesland gehört zur Landschaftsform Flachland und liegt maximal 143 Meter über Normalnull.

## Klima
Friesland gehört zur Gemäßigten Klimazone. Wärmster Monat ist der Januar (ca. 27 °C), kältester Monat der Juni mit Mittelwerten von ca. 17 °C. Der Jahresniederschlag liegt bei etwa 1300 mm.
|                       | Jan | Feb | Mär | Apr | Mai | Jun | Jul | Aug | Sep | Okt | Nov | Dez |   |      |
| Mittl. Tagesmax. (°C) | 34  | 34  | 33  | 28  | 25  | 22  | 24  | 25  | 27  | 29  | 31  | 33  | ⌀ | 28,7 |
| Mittl. Tagesmin. (°C) | 22  | 22  | 21  | 18  | 14  | 13  | 14  | 14  | 16  | 17  | 19  | 21  | ⌀ | 17,6 |
|                       |     |     |     |     |     |     |     |     |     |     |     |     |   |      |
| Sonnenstunden (h/d)   | 7   | 7   | 7   | 7   | 6   | 6   | 6   | 6   | 6   | 7   | 7   | 7   | ⌀ | 6,6  |
|                       |     |     |     |     |     |     |     |     |     |     |     |     |   |      |
| Regentage (d)         | 7   | 6   | 9   | 7   | 5   | 4   | 4   | 4   | 6   | 5   | 6   | 7   | Σ | 70   |

| 22 |

| 22 |

| 21 |

| 18 |

| 14 |

| 13 |

| 14 |

| 14 |

| 16 |

| 17 |

| 19 |

| 21 |

| 22 |

| 22 |

| 21 |

| 18 |

| 14 |

| 13 |

| 14 |

| 14 |

| 16 |

| 17 |

| 19 |

| 21 |

## Ausdehnung des Gebiets
Die Kolonie Friesland hat eine Fläche von ca. 6911 ha. Die Kolonie ist in viele kleine Ortschaften, mit nur wenigen Häusern aufgeteilt. Die eigentliche Gemeinde ist die (Colonia Friesland Sub-Urbano). Die Ortschaften sind umgeben von großen Feldern und Wiesen, vereinzelt kleine Waldstücke.

## Nachbarstädte
Friesland grenzt im Norden an Itacurubí del Rosario, Aldea 2 Friesland, sowie Rio Rugua. Im Nordosten an Col San Alfredo, Carolina und Col. Tuyango, im Osten an Vaka Hu. Die Ortschaften sind bis auf Vaka Hu durch die Ruta PY22 verbunden.

## Geschichte
Im Jahr 1929 verließ eine kleine Gruppe Mennoniten fluchtartig die Sowjetunion. Ein Teil dieser Gruppe gründete 1930 im zentralen Chaco die Kolonie Fernheim.
Die Anfangsjahre in Fernheim waren extrem schwer, da nicht nur die klimatischen und wirtschaftlichen Verhältnisse schwierig waren, sondern auch die sozialen. Dies führte dazu, dass ungefähr ein Drittel der Bewohner Fernheim im Juli 1937 verließ und sich nach Ost-Paraguay auf die Suche nach besseren Möglichkeiten begab.
Im gleichen Jahr der Abwanderung gründete diese Gruppe die Kolonie Friesland im Landkreis von San Pedro, 45 km östlich des Río Paraguay. Dabei wurde der Name „Friesland“ von einem der Ursprungsorte der Mennoniten in den Niederlanden und in Deutschland abgeleitet.
In den 1960er Jahren wurde auf Grund einer stabilen wirtschaftlichen Entwicklung Land hinzugekauft. Die Kolonisten wurden wieder Ackerbauern und steigerten deutlich die wirtschaftliche Produktion.

## Religionen
Während sich 89,6 % der paraguayischen Bevölkerung ab zehn Jahren als katholisch und 6,1 % als evangelisch bezeichnen (Stand 2002), gehören in Friesland nahezu alle Menschen der Mennonitisch-Evangelischen Kirche an. Die Religion spielt eine sehr wichtige Rolle im Leben der Friesländer.

## Freizeit und Sehenswürdigkeiten
Im Museum Friesland sind alle Fotos und Gegenstände aus der Geschichte Frieslands ausgestellt.
Zur Freizeitgestaltung findet man in Friesland verschiedene Plätze. Zum einen den Lomas Park, in den verschiedene Feste gefeiert werden können. Zum anderen einen Aufenthaltsraum. In den heißen Monaten ist der Tapiracuai-Fluss ein beliebter und oft besuchter Ort. Hier kann Gebadet, Volleyball gespielt, gegrillt oder gewandert werden.

## Wirtschaft und Infrastruktur
In Friesland ist die Landwirtschaft sehr wichtig. Es gibt eine Molkerei, Viehstationen, sowie eine Mischfutterfabrik. Im Ort ist der Supermarkt der kooperative Friesland und das Tabea Krankenhaus. Ebenso gibt es eine Buchhandlung.
Ein weiterer wichtiger Teil der Infrastruktur ist Frieslands eigener Radiosender (Radio Friesland). Dieser kann seit 2006 unter 101,7 MHz empfangen werden.

## Bildung
Die Kolonie Friesland gründete in ihren Anfangsjahren zwei zentrale Schulgemeinschaften, um Kosten zu senken. Bereits 1938 startete der Unterricht in Central und Großweide, wobei die Kinder in ihrer Muttersprache und nach christlichen Werten erzogen wurden. Aufgrund langer Schulwege entstanden später Dorfschulen, doch sinkende Schülerzahlen und überforderte Lehrer führten 1974 zur Errichtung einer zentralen Mittelpunktschule, unterstützt von der Zentralstelle für Auslandsschulwesen (ZfA) in Deutschland.
Das Bildungssystem Frieslands wurde seit 1958 zunehmend von paraguayischen Behörden anerkannt. Wichtige Meilensteine waren die Einführung der 10. Klasse und ab 2001 der „Ciclo Bachillerato“. Die erste 12. Klasse schloss 2002 mit fünf Schülern ab.
Die Schule wird durch ein Verwaltungskomitee geleitet und finanziert sich durch Beiträge der Zivilen Vereinigung, das Bildungskomitee der Kooperative und Elternbeiträge. Die christlich-mennonitisch geprägte Erziehung legt Wert auf Wissen, Verantwortungsbewusstsein und Selbstdisziplin. Studierende erhalten bei Bedarf finanzielle Unterstützung in Form von Stipendien, um höhere Bildung zu ermöglichen.

## Sprache
In Kolonie Friesland wird vorwiegend deutsch und spanisch gesprochen.
Bereits in den Schulen wird in diesen zwei Sprachen gelehrt. Ebenso ist das Radio Friesland zweisprachig, sowie auch Schilder, Werbung und weiteres.

## Sicherheit
Die Kolonie Friesland verfügt über eine Vertretung der nationalen Polizei, die bei Kriminalfällen wie Diebstahl und Überfällen eingreift. Für interne Angelegenheiten der Kolonie, wie Verkehrsregelungen, ist das Ordnungsamt zuständig. Außerdem existiert eine Bürgervereinigung, die „Junta Comunal de Vecinos“, die als verlängerter Arm der Distriktverwaltung dient und administrative Aufgaben übernimmt.